# 關稅暨貿易總協定

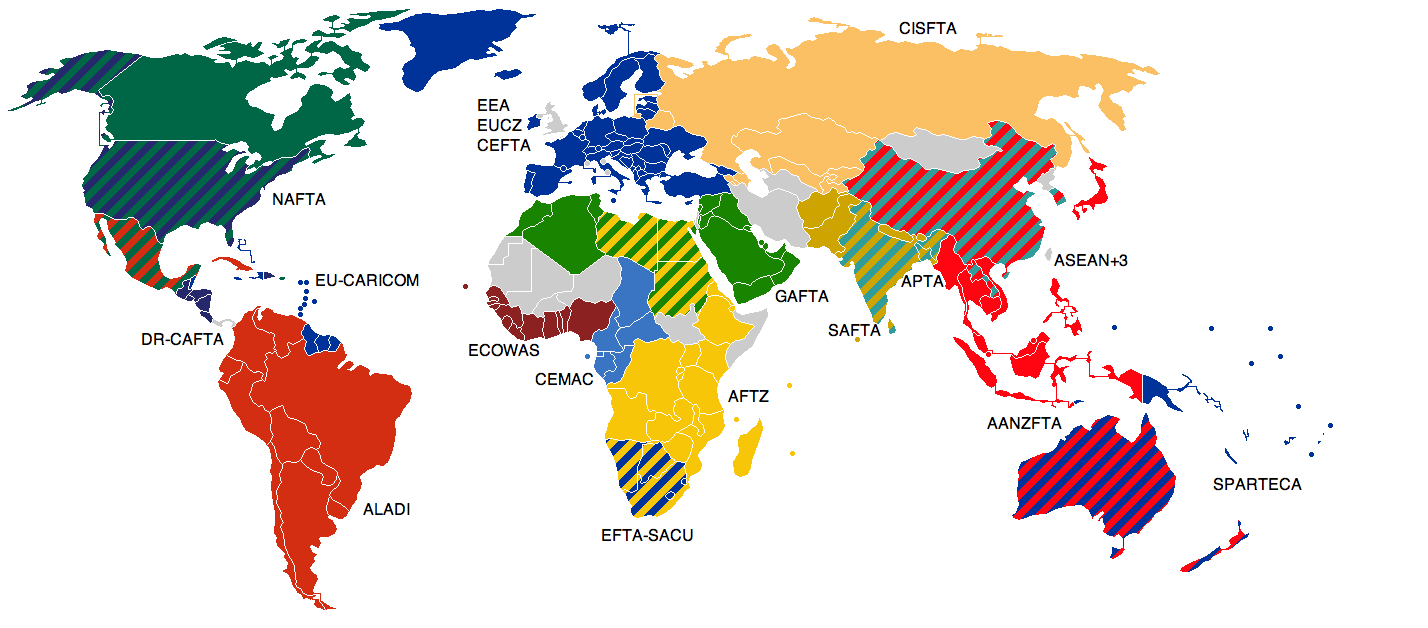
全球幾大低關稅自由貿易區興起

關稅暨貿易總協定（General Agreement on Tariffs and Trade，縮寫：GATT），簡稱關貿總協定，是在布雷顿森林体系中，为规范和促进国际貿易和发展而缔结的國際協定。
1930年代的全球經濟大蕭條被认为是导致二戰的重要原因之一。而导致經濟大蕭條的「貿易保護主義」在战后也被提出反省，使得更加順暢的國際貿易、以及提高各國的開放政策能夠實現。在1944年布雷顿森林协定的框架下，再加上國際貨幣基金和國際復興開發銀行的協助，許多國家在1947年10月簽署了關稅暨貿易總協定，並在隔年（1948年）正式生效。
關稅暨貿易總協定的原則是自由（第11條：將貿易限制措施轉為關稅，以及降低關稅稅率）、非歧视（最惠國待遇、國民待遇）及多元化，必須在這三項原則下進行自由貿易往來。

## 沿革
第一個版本的關稅暨貿易總協定，在1948年由澳大利亞、比利时、巴西、緬甸、加拿大、錫蘭、智利、中華民國、古巴、捷克斯洛伐克、法國、印度、黎巴嫩、卢森堡、紐西蘭、挪威、巴基斯坦、荷兰、敘利亞、南羅德西亞、南非、英國和美國共23個國家共同簽署。
1994年關稅暨貿易總協定進行更新（GATT 1994），其中包含了簽約成員國的新定條約。最值得一提的是設立了世界貿易組織。在1995年1月1日，75個關稅暨貿易總協定的簽約國和欧洲共同体成為了WTO的創始成員。其他52個關稅暨貿易總協定成員國在隨後兩年內陸續重新加入世界貿易組織（最後一個是剛果，在1997年加入）。自從成立世界貿易組織以來，共有21個非關稅暨貿易總協定成員國新加入到世界貿易組織，以及28個目前還在協商階段的國家。原始的關稅暨貿易總協定成員國中，僅有南斯拉夫未重新加入世界貿易組織。

## 目標
1. 透過實質關稅減讓，消除量的限制，管制某些非關稅障礙而達到貿易自由化。
2. 透過實踐最惠國待遇條文達成貿易非歧視性原則，對區域經濟整合、對發展中國家的優惠待遇，與貿易具彈性，並促使其願意加入關稅暨貿易總協定（第24條）
3. 建立及鞏固貿易發展的基礎，為達此目的要確保貿易進行時有最大程度（或某種程度）的透明度。
4. 透過協商解決貿易摩擦，以免傷害到會員國間的貿易利益，并解決其他引起的相關紛爭。

## 和世界貿易組織的差異
1. 關稅暨貿易總協定僅是一項多邊國際協定，雖因「借用」ITO籌備委員會之秘書處，在實際上發揮了國際組織之功能，但在法律上並不具備國際組織之獨立法人人格；世界貿易組織則在其設立協定第八條明文規定，世界貿易組織是一個獨立之國際組織。
2. GATT 1994本身係一獨立之協定；而世界貿易組織所轄之貿易協定除了GATT 1994之外，尚包括其他許多協定，例如：「服務貿易總協定」、「與貿易有關知識產權協定」、及「爭端解決規則與程序瞭解書」等。
3. 關稅暨貿易總協定因本身並非一個國際組織，其組成成員稱為「締約成員」（Contracting Parties）；而WTO乃一國際組織，其組成成員則稱為「會員」（Members） 。
4. 關稅暨貿易總協定並未設立永久組織，基於務實之需要，關稅暨貿易總協定之決議以「締約成員全體」（即全部字母大寫之THE CONTRACTING PARTIES）代表關稅暨貿易總協定；而世界貿易組織是一具有國際法人人格之永久機構，其決議可直接以世界貿易組織代表會員之意思。
5. 關稅暨貿易總協定僅於臨時基礎上適用，並未經所有締約國國會之正式批准；而WTO及其協定經各會員依其國內有關對外締定條約協定之正式程序批准，各國政府對WTO之承諾具全面性及永久性。
6. 關稅暨貿易總協定之規範僅及於貨品貿易；而世界貿易組織之規範除了貨品外，尚包括服務貿易及與貿易有關之知識產權。
7. 關稅暨貿易總協定雖於第23條訂有有關爭端之解決規定，但缺乏詳細之程序規定，在執行上較難以落實；而世界貿易組織爭端解決機制則較關稅暨貿易總協定迅速，並具有法律上約束力，經WTO爭端解決機構裁決之案件，其執行亦從而較為落實與確定。[1]

## 貿易談判
關稅暨貿易總協定成員國有時會協調適用於所有國家的新貿易規範。每一次的規範被稱為「回合」（Round）。通常每一次的協調都包含了降低關稅，這也經常包含了許多針對單一產品的特別待遇。
1. 日内瓦回合（1948年）：23國
2. 安錫回合（1949年）：13國
3. 托奇回合（1950-51年）：38國
4. 日内瓦第四回合（1955-56年）：26國
5. 迪隆回合（1960-61年）：26國，內容主要為降低關稅。以美國次長C·道格拉斯·迪隆命名。
6. 甘迺迪回合（1963-67年）：62國。進行全面性的降低關稅，與過往是分別針對各個商品不同。此外，這也是反傾銷政策首次被提出。
7. 東京回合（1973-79年）：102國。降低免關稅的門檻、減低大量製造商品的關稅，此外也對關稅暨貿易總協定系統進行修正和擴張。
8. 乌拉圭回合（1986-94年）：125國。建立了世界貿易組織來取代關稅暨貿易總協定協定。
9. 多哈回合[2]（2001-2008年）：在卡達首都多哈舉行的世界貿易組織第四次部長級會議中開始的新一輪多邊貿易談判。

## 參看
- 全球化
- 服務貿易協定
- 川普關稅

## 外部連結
- GATT 1994 协议文本 （页面存档备份，存于）
- GATT 1947 协议文本 （页面存档备份，存于）